# Rosbach vor der Höhe
Rosbach vor der Höhe (numele oficial este Rosbach v. d. Höhe) este un oraș din districtul Wetteraukreis, landul Hessa, Germania. Rosbach vor der Höhe se află 21 de km nord de Frankfurt pe Main și 5 km sud-vest de Friedberg. Prin comuna curge pârâul Horloff.

## Geografie

### Comune vecinate
Rosbach vor der Höhe este delimitat în nord de orașul Friedberg, în est de comuna Wöllstadt, în sud de orașul Karben (toți la fel ca Reichelsheim în districtul Wetteraukreis) și în vest de orașele Bad Homburg și Friedrichsdorf și de comuna Wehrheim (toți în districtul Hochtaunuskreis).

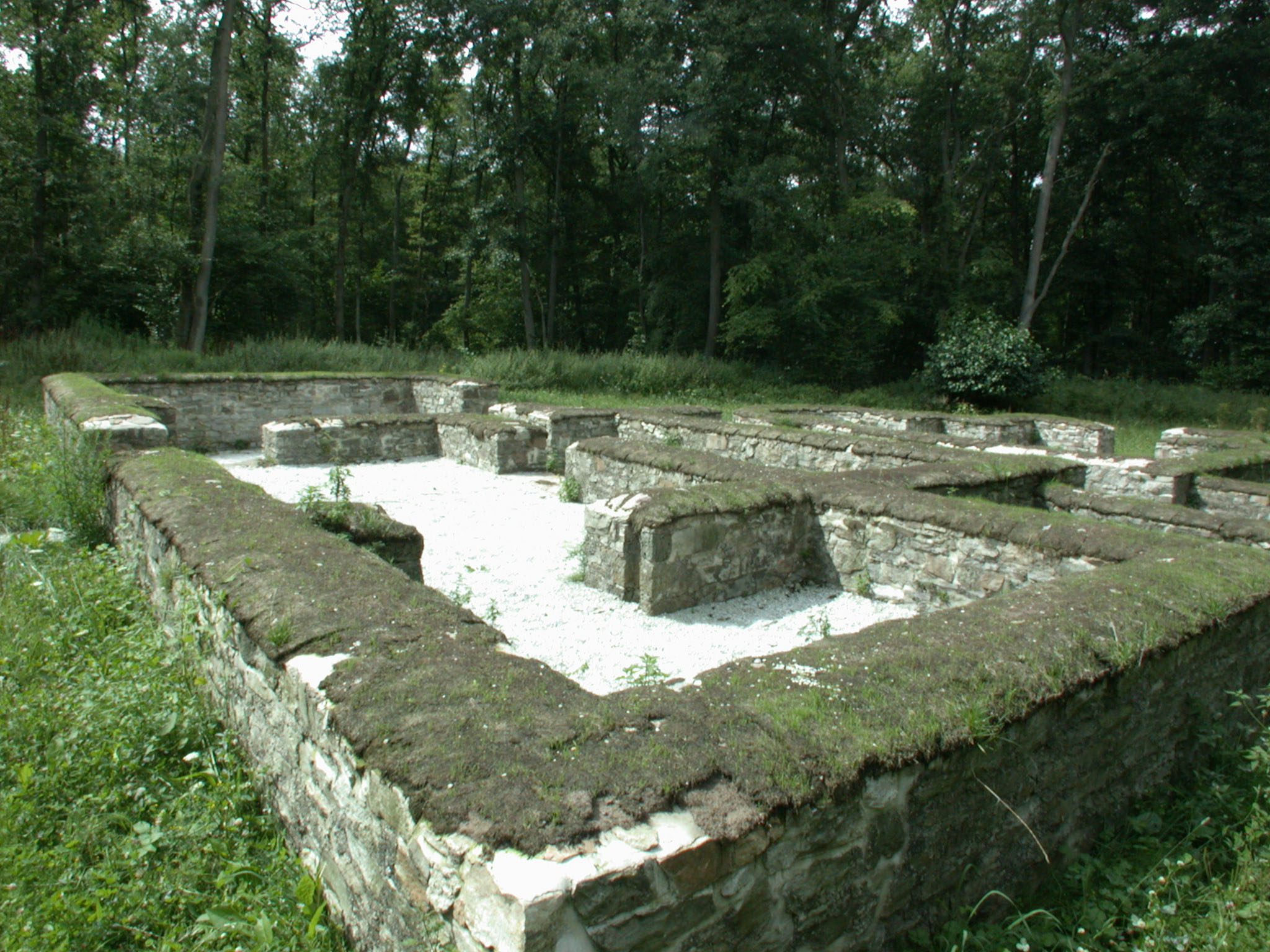
Termele de castellum-ul Kapersburg

### Subdiviziuni
Orașul Rosbach vor der Höhe este subîmpărțit în trei cartiere: Nieder-Rosbach, Ober-Rosbach și Rodheim vor der Höhe.

## Istorie
- Rosbach a fost documentat pentru prima oară în anul 884 d. Hr., Rodheim deja în 805.[2]
- Comuna "Rosbach vor der Höhe" s-a format în 1972 prin o reformă rurală în landul Hessa. Primăria se află în cartierul Ober-Rosbach.

## Politică

### Alegeri comunale
Rezultatul alegerilor comunale de la 27. martie 2011:, 
| Partid                      | Partid                                      | % 2011 | Consilieri 2011 | % 2006 | Consilieri 2006 | % 2001 | Consilieri 2001 |
| CDU                         | Christlich Demokratische Union Deutschlands | 29,1   | 9               | 34,8   | 11              | 40,6   | 15              |
| SPD                         | Sozialdemokratische Partei Deutschlands     | 24,5   | 8               | 23,0   | 7               | 29,8   | 11              |
| GRÜNE                       | Bündnis 90/Die Grünen                       | 13,6   | 4               | 6,7    | 2               | —      | —               |
| FDP                         | Freie Demokratische Partei                  | 5,6    | 2               | 6,7    | 2               | 5,2    | 2               |
| FWG                         | Freie Wählergemeinschaft Rosbach/Rodheim    | 13,6   | 4               | 16,7   | 5               | 15,8   | 6               |
| puR                         | parteiunabhängige Rosbacher                 | 10,2   | 3               | 7,7    | 3               | 8,7    | 3               |
| PIRATEN                     | Die Piratenpartei                           | 3,4    | 1               | —      | —               | —      | —               |
| Linke.WASG                  | Die Linke.WASG                              | —      | —               | 4,4    | 1               | —      | —               |
| Total                       | Total                                       | 100,0  | 31              | 100,0  | 31              | 100,0  | 37              |
| Participare la alegeri în % | Participare la alegeri în %                 | 46,9   | 46,9            | 45,8   | 45,8            | 53,3   | 53,3            |

### Primar
Rezultatele alegerilor de primar în Rosbach vor der Höhe:
| An                          | Candidat                    | Partid      | Rezultat în % |
| 24.08.2008                  | Detlef Brechtel             | independent | 73,1          |
| Participare la alegeri în % | Participare la alegeri în % | 32,7        | 32,7          |
| 07.07.2002                  | Detlef Brechtel             | independent | 71,9          |
| 07.07.2002                  | Dieter Launhardt            | independent | 28,1          |
| Participare la alegeri în % | Participare la alegeri în % | 54,0        | 54,0          |
| 21.07.1996(1)               | Detlef Brechtel             | independent | 50,8          |
| 21.07.1996(1)               | Reinhold Medebach           | SPD         | 49,2          |
| Participare la alegeri în % | Participare la alegeri în % | 65,6        | 65,6          |
| 07.07.1996                  | Reinhold Medebach           | SPD         | 45,7          |
| 07.07.1996                  | Ernst Georg Hannes          | GRÜNE       | 6,5           |
| 07.07.1996                  | Detlef Brechtel             | independent | 47,8          |
| Participare la alegeri în % | Participare la alegeri în % | 66,0        | 66,0          |

(1)Al doilea tur

### Localități înfrățite
Orașul Rosbach vor der Höhe este înfrățit cu:
- Ciechanowiec, Polonia
- Netzschkau, Germania
- Saint-Germain-lès-Corbeil, Franța

## Obiective turistice
- Biserica evanghelică în Rodheim
- Limesul german raetic cu castrul roman Kapersburg lângă Ober-Rosbach (unul din cele mai bune prezervate castre din Germania)

## Infrastructură
Prin Rosbach vor der Höhe trec drumul național B 455 (Mainz-Kastell - Schotten), drumurile landului L 3204 și L 3352 și autostrada A 5 (Hattenbacher Dreieck - Weil am Rhein) cu ieșirea Friedberg aproape de Ober-Rosbach.

### Transporturi publice
Prin orașul Rosbach vor der Höhe trece linia de cale ferată RB 16 (Friedberg - Friedrichsdorf). Pe suprafața orașului se oprește la stațiile:
- Rodheim vor der Höhe
- Rosbach vor der Höhe